# Брожова-Поледнова, Людмила
Людмила Брожова-Поледнова (род. Людмила Бидерманова; 20 декабря 1921[…], Прага — 15 января 2015[…], Пльзень или Прага). Чешский общественный деятель, юрист. Работала государственным обвинителем в 1950-х годах. В посткоммунистический период была приговорена к шести годам лишения свободы за участие в показательных судебных процессах над Миладой Гораковой и другими диссидентами в 1950 году. Во время суда Брожовой было 86 лет.
Брожова-Поледнова была единственным человеком, осуждённым за политические чистки и репрессии, проведённые правящей коммунистической партией в Чехословакии в 1950-х годах.

## Биография
Людмила Бидерманова родилась в Праге в 1921 году. С 1948 по 1949 год училась в Рабочей школе права (чеш. Právnická škola pracujících).
В 1952 году окончила юридический факультет Карлова университета в Праге, а затем работала в Пльзене. Летом 1950 года участвовала в качестве «рабочего прокурора» в показательном процессе против группы, обвиняемой в заговоре против государства, которую предположительно возглавляла Милада Горакова — оппозиционный политик и бывший узник нацистских концлагерей.
Судебный процесс привел к четырём смертным приговорам и четырём пожизненным заключениям. Брожова-Поледнова, наряду с Йозефом Урвалеком и другими, активно участвовала в процессе и присутствовала во время самой казни. Жертвами процесса кроме Гораковой стали Завиш Каландра, Ян Бухал и Олдржих Пекл. Позднее Чешское телевидение назвало этот процесс «одним из самых ужасных событий в истории страны».
Скончалась 15 января 2015 года в Праге в возрасте 93 лет.

## Показательный процесс
После Бархатной революции в Чехословакии Брожова-Поледнова была предана суду и приговорена к шести годам лишения свободы, начиная с марта 2009 года. В то время она была самой старой заключенной в стране. Была освобождена по амнистии, объявленной президентом Вацлавом Клаусом в декабре 2010 года, из-за её возраста и состояния здоровья После выхода на свободу заявила, что ни о чём не жалеет и вины своей не признает.